# Team KR
Il Team KR era una squadra di motociclismo partecipante al motomondiale, diretta da Kenny Roberts.

## Storia
Kenny Roberts si era ritirato dall'agonismo alla fine del motomondiale 1983 dopo aver ottenuto 3 titoli iridati piloti in sella a moto Yamaha, casa motociclistica giapponese a cui era restato fedele per tutta la sua carriera. Grazie ai suoi buoni rapporti, riuscì ad ottenere dalla casa dei tre diapason un appoggio ufficiale per iniziare una nuova carriera come team manager; questa attività iniziò già nel motomondiale 1984 in classe 250 schierando quale pilota di punta Wayne Rainey affiancandogli Alan Carter.
Nel 1986 schierò invece una squadra nella classe 500, sempre con modelli Yamaha, accompagnando in gara Randy Mamola che terminò l'anno al terzo posto della classifica iridata piloti e riuscì a migliorarsi ulteriormente l'anno successivo finendo al secondo posto. Perso Mamola passato alla Cagiva nel 1988 il team schierò nella classe regina Rainey affiancato da Kevin Magee; si piazzarono rispettivamente al terzo e al quinto posto del mondiale piloti; la stessa accoppiata di piloti venne schierata anche nel 1989 ottenendo il secondo e il quinto posto.

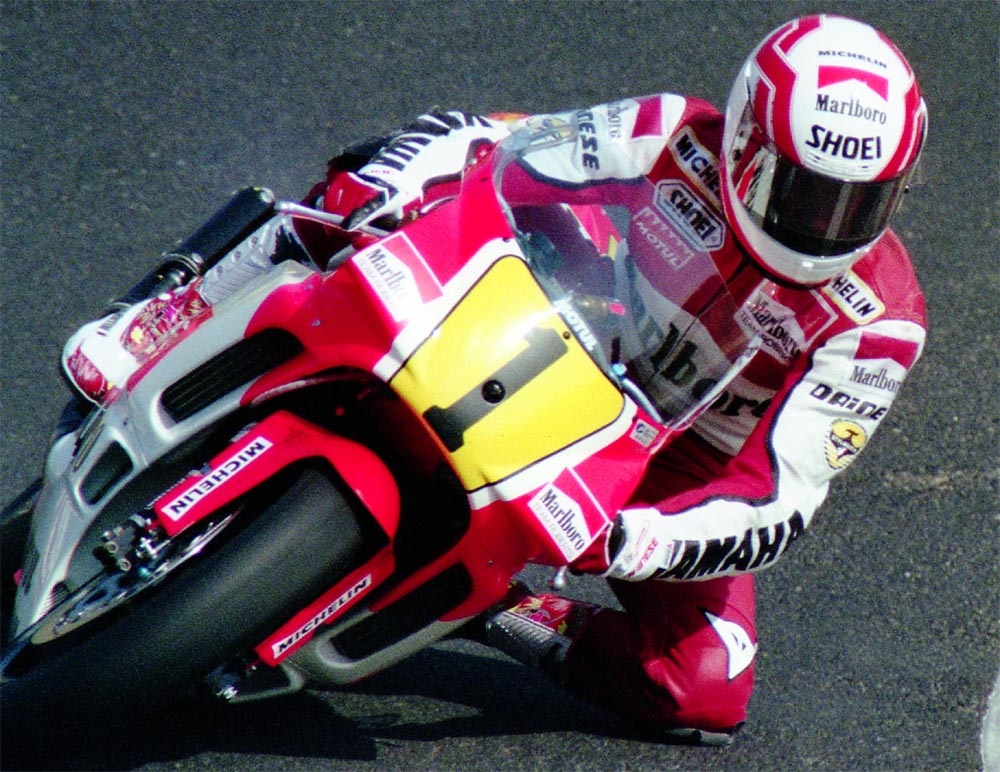
Lawson con la Yamaha del Team Roberts nel 1990.

Nel 1990, grazie anche all'arrivo di un nuovo sponsor importante dell'industria dei tabacchi, il team ampliò la sua attività, gareggiando in due categorie: oltre che nella mezzo litro dove a Rainey si era affiancato Eddie Lawson (di ritorno in Yamaha dopo un anno passato con la Honda), nella quarto di litro corse John Kocinski. Fu questo un anno particolarmente positivo per il team che ottenne il titolo iridato piloti in entrambe le classi: oltre a Kocinski in 250, Wayne Rainey ottenne il titolo nella 500, il primo di tre consecutivi senza cambiare team. Ritornato solo all'impegno nella classe maggiore, sia nel 1991 che nel 1992 il team affiancò all'iridato Rainey il connazionale Kocinski mentre nel 1993 gli affiancò Luca Cadalora. Proprio nel 1993 Rainey incorse anche nel grave incidente che gli troncò la carriera agonistica e nel motomondiale 1994 il confermato Cadalora venne affiancato da Daryl Beattie, sostituito l'anno successivo da Norifumi Abe.
Nel 1996 Roberts schierò in squadra Abe, affiancandogli Jean-Michel Bayle e suo figlio Kenny jr ma al termine della stagione il rapporto di lunga data con la Yamaha ebbe termine e Kenny Roberts decise di intraprendere allora una nuova carriera non più solo come team manager ma anche come progettista/costruttore.
La nuova attività iniziò con la KR V3, motocicletta per il cui sviluppo si affidò ad una struttura situata in Gran Bretagna e il cui sostegno economico veniva garantito dalla casa motociclistica malaysiana Modenas. La squadra debuttò così nella stagione 1997 con motociclette marchiate Modenas, nome mantenuto fino al termine del 2000.
Dal 2001 prese invece il nome del nuovo sponsor, anch'esso malaysiano, la Proton e, dopo aver proseguito ancora per un paio d'anni il progetto della motocicletta con motore a due tempi, presentò il nuovo modello a quattro tempi KR5 per la nuova MotoGP.
Con l'entrata in vigore della MotoGP e delle nuove regole per le case costruttrici e i team partecipanti al motomondiale, venne registrato come Proton tra le case costruttrici e come "Proton Team KR" tra i team, concludendo l'anno al quarto posto tra i costruttori e al settimo tra i team; i piloti schierati furono Nobuatsu Aoki e Jeremy McWilliams. Gli stessi piloti gareggiarono anche nel motomondiale 2003 ma i posizionamenti furono peggiorati con il sesto posto tra i costruttori e l'undicesimo tra i team.
La situazione non migliorò neppure l'anno seguente quanto McWilliams venne sostituito dall'altro figlio del team manager, Kurtis e da James Haydon nelle ultime gare della stagione in cui Kurtis era infortunato.
Nel 2005 Roberts strinse un accordo per la fornitura del propulsore con la casa austriaca KTM ma l'accordo ebbe termine prima del termine della stagione e il team ottenne un solo punto in tutta la stagione. Nel frattempo la denominazione ufficiale era cambiata in Team Roberts, perdendo la denominazione dello sponsor.
Dal 2006 la squadra ha potuto contare sul supporto della Honda, che forniva a pagamento il motore. La nuova moto era la KR211V risultante dalle iniziali di Roberts e dal nome del propulsore Honda (che equipaggiava anche la Honda RC211V). Roberts, come unico pilota, scelse suo figlio Kenny Roberts Junior che riuscì ad ottenere due piazzamenti sul podio; il team riuscì ad arrivare al sesto posto nella classifica specifica.
Una situazione simile si è verificata nel 2007, con l'introduzione della KR212V (il cambio di nome era dovuto all'aggiornamento del propulsore che, dopo il cambio di regolamento che limitava la cilindrata a 800 cm³, era passato a quello che equipaggiava anche la Honda RC212V); in corso di stagione Kenny Jr venne dapprima affiancato e poi sostituito dal fratello Kurtis ma non vennero ottenuti risultati di rilievo con il team che scese all'undicesimo posto in classifica.
Fu questo anche l'ultimo anno di attività del team che annunciò il suo ritiro dal mondiale a causa della mancanza di sponsor.

## Il ritorno alle competizioni
Il 25 marzo 2025, il MotoAmerica ha annunciato dopo 18 anni di assenza dalle competizioni il ritorno del Team Roberts, con Kody Copp  a bordo di una Krämer APX-350 nella Parts Unlimited Talent Cup, categoria motociclistica riservata ai giovani piloti statunitensi facente parte del programma "Road to MotoGP".

### Risultati MotoGP
I punti e il risultato finale sono la somma dei punti ottenuti da tutti i piloti (diversamente dalla classifica costruttori) e il risultato finale si riferisce al team e non al costruttore.
| Anno | Moto       | Gomme | Piloti            |     |     |    |    |     |     |     |     |   |     |     |     |    |     |    |     |  |  | Punti | Pos. |
| ---- | ---------- | ----- | ----------------- | --- | --- | -- | -- | --- | --- | --- | --- | - | --- | --- | --- | -- | --- | -- | --- |  |  | ----- | ---- |
| 2002 | Proton KR3 | B     | Nobuatsu Aoki     | 7   | Rit | 7  | 6  | Rit | Rit | Rit | 9   | 8 | Rit | Rit | 12  | 9  | Rit | 7  | Rit |  |  | 122   | 7º   |
| 2002 | Proton KR3 | B     | Jeremy McWilliams | Rit | Rit | 16 | 10 | Rit | 12  | Rit | Rit | 7 | 7   | 9   | Rit | 10 | 12  | 10 | 8   |  |  | 122   | 7º   |

| Anno | Moto                  | Gomme | Piloti            |     |     |    |     |     |     |     |     |    |     |    |     |     |    |    |    |  |  | Punti | Pos. |
| ---- | --------------------- | ----- | ----------------- | --- | --- | -- | --- | --- | --- | --- | --- | -- | --- | -- | --- | --- | -- | -- | -- |  |  | ----- | ---- |
| 2003 | Proton KR3 Proton KR5 | B     | Nobuatsu Aoki     | Rit | 12  | 9  | Rit | Rit | 16  | Rit | 15  | 11 | Rit | 20 | Rit | 14  | 18 | 18 | 17 |  |  | 46    | 11º  |
| 2003 | Proton KR3 Proton KR5 | B     | Jeremy McWilliams | Rit | Rit | 12 | 6   | Rit | Rit | Rit | Rit | 12 | Rit | 19 | 16  | Rit | 17 | 11 | 12 |  |  | 46    | 11º  |

| Anno | Moto       | Gomme | Piloti         |    |     |    |     |     |     |    |     |     |    |    |    |     |     |    |    |  |  | Punti | Pos. |
| ---- | ---------- | ----- | -------------- | -- | --- | -- | --- | --- | --- | -- | --- | --- | -- | -- | -- | --- | --- | -- | -- |  |  | ----- | ---- |
| 2004 | Proton KR5 | D     | Nobuatsu Aoki  | 17 | 14  | 17 | 13  | 15  | Rit | 18 | Rit | 18  | 15 | 15 | 14 | Rit | 17  | 19 | 18 |  |  | 15    | 11º  |
| 2004 | Proton KR5 | D     | Kurtis Roberts | NQ | Rit | 15 | Rit | Rit | Rit | 19 | Rit | Rit | NP |    |    |     |     |    | NP |  |  | 15    | 11º  |
| 2004 | Proton KR5 | D     | James Haydon   |    |     |    |     |     |     |    |     |     |    |    |    | 12  | Rit | 20 |    |  |  | 15    | 11º  |

| Anno | Moto       | Gomme | Piloti            |     |    |  |     |    |    |    |    |     |    |     |  |  |  |  |  |     |  | Punti | Pos. |
| ---- | ---------- | ----- | ----------------- | --- | -- |  | --- | -- | -- | -- | -- | --- | -- | --- |  |  |  |  |  | --- |  | ----- | ---- |
| 2005 | Proton KR5 | M     | Shane Byrne       | Rit | 16 |  | Rit | 16 | 16 | 17 | 15 | Rit | NP |     |  |  |  |  |  |     |  | 1     | 12º  |
| 2005 | Proton KR5 | M     | Jeremy McWilliams |     |    |  |     |    |    |    |    |     |    | Rit |  |  |  |  |  |     |  | 1     | 12º  |
| 2005 | Proton KR5 | M     | Kurtis Roberts    |     |    |  |     |    |    |    |    |     |    |     |  |  |  |  |  | Rit |  | 1     | 12º  |

| Anno | Moto   | Gomme | Piloti               |   |    |    |    |     |   |   |   |   |     |   |   |   |    |   |   |   |  | Punti | Pos. |
| ---- | ------ | ----- | -------------------- | - | -- | -- | -- | --- | - | - | - | - | --- | - | - | - | -- | - | - | - |  | ----- | ---- |
| 2006 | KR211V | M     | Kenny Roberts Junior | 8 | 10 | 13 | 13 | Rit | 8 | 3 | 5 | 5 | Rit | 4 | 4 | 7 | 14 | 9 | 3 | 8 |  | 134   | 6º   |

| Anno | Moto   | Gomme | Piloti               |    |    |    |    |     |     |    |    |    |    |     |    |    |     |     |    |    |     | Punti | Pos. |
| ---- | ------ | ----- | -------------------- | -- | -- | -- | -- | --- | --- | -- | -- | -- | -- | --- | -- | -- | --- | --- | -- | -- | --- | ----- | ---- |
| 2007 | KR212V | M     | Kenny Roberts Junior | 13 | 16 | 16 | 15 | Rit | 17  | 16 |    |    |    |     |    |    |     |     |    |    |     | 14    | 11º  |
| 2007 | KR212V | M     | Kurtis Roberts       |    |    |    |    |     | Rit | 18 | 13 | 15 | 12 | Rit | 15 | 15 | Rit | Rit | 17 | 20 | Rit | 14    | 11º  |

| Legenda | 1º posto        | 2º posto            | 3º posto            | A punti      | Senza punti        | Grassetto – Pole position Corsivo – Giro più veloce |
| Legenda | Gara non valida | Non qual./Non part. | Ritirato/Non class. | Squalificato | '-' Dato non disp. | Grassetto – Pole position Corsivo – Giro più veloce |